# Angatia palmarum
Angatia palmarum är en svampart som beskrevs av Bat., Castr. & J.L. Bezerra 1966. Angatia palmarum ingår i släktet Angatia och familjen Saccardiaceae.   Inga underarter finns listade i Catalogue of Life.